# Murrieta Hot Springs
Murrieta Hot Springs era un lugar designado por el censo ubicado en el condado de Riverside en el estado estadounidense de California, y anexada el 1 de abril de 2002 a la ciudad de Murrieta. En el año 2000 tenía una población de 2,948 habitantes y una densidad poblacional de 893.3 personas por km².

## Geografía
Murrieta Hot Springs se encuentra ubicada en las coordenadas 33°33′46″N 117°9′20″O / 33.56278, -117.15556. Según la Oficina del Censo, la ciudad tiene un área total de 3,3 km² (1,3 mi²), de la cual 3,3 km² (1,3 mi²) es tierra y 0 km² (0 mi²) (0%) es agua.

## Demografía
Según la Oficina del Censo en 2000, los ingresos medios por hogar en la localidad eran de $27,311, y los ingresos medios por familia eran $35,102. Los hombres tenían unos ingresos medios de $39,081 frente a los $28,594 para las mujeres. La renta per cápita para la localidad era de $19,991. Alrededor del 6.3% de la población estaban por debajo del umbral de pobreza.